# ایران عصر صفوی: نوزایی امپراتوری ایران
ایران عصر صفوی: نوزایی امپراتوری ایران کتابی با موضوع تاریخ عمومی صفویه نوشتهٔ اندرو جی. نیومن، صفویه‌شناس اسکاتلندی است. متن اصلی این کتاب در سال ۱۳۸۶ خورشیدی (۲ سال پس از چاپ) به عنوان کتاب سال جمهوری اسلامی ایران انتخاب شد.
نیومن در این کتاب برخلاف بیشتر صفویه‌شناسان، بر تداوم حکومت یا چنان که خود گفته‌است «پروژهٔ صفویه» تأکید کرده‌است. او بر این باور است حکومت صفویه آن طور که برخی شرق‌شناسان می‌گویند دچار انحطاط نشد و سقوط این حکومت محصول اشتباهات و شرایطی بود که در اواخر عمر آن رقم خورد و قابل پیش‌گیری بود. این کتاب در اواخر سال ۱۳۹۳ خورشیدی توسط بهزاد کریمی ترجمه و از سوی انتشارات افکار چاپ شده‌است. در جشن کتاب سال ۱۳۹۴ مجله مهرنامه، ترجمهٔ این کتاب به عنوان کتاب سال حوزهٔ تاریخ انتخاب شد.

## فصل‌بندی کتاب
کتاب ایران عصر صفوی: نوزایی امپراتوری ایران در هشت فصل تألیف شده‌است.
نویسنده در فصل نخست با عنوان «پی‌ریزی بنیادها» وقایع دوران استقرار صفویه و حوادث زمانه شاه اسماعیل یکم را بررسی کرده‌است. فصل دوم با نام «پیکربندی جدید و تثبیت: حکومت تهماسب» همان گونه که از نامش برمی‌آید، تحولات تاریخی دوره سلطنت شاه تهماسب یکم را دستمایه تحقیق قرار داده است. فصل سوم «دومین جنگ داخلی: اسماعیل دوم و خدابنده» نام دارد و طی آن فعالیت‌های دو پادشاه صفوی، یعنی شاه اسماعیل دوم و شاه محمد خدابنده پیگیری می‌شود. فصل چهارم که مفصل‌ترین فصل کتاب نیز به‌شمار می‌رود با عنوان «چالش‌های بزرگ، واکنش‌های بزرگ: حکومت عباس یکم» چگونگی استقرار شاه عباس کبیر و تثبیت حکومت وی را بررسی می‌کند. فصل پنجم «تغییرات در حکومت مرکزی و آرامش فراگیر: شاه صفی» نام‌گذاری شده‌است. فصل ششم تحت نام «تثبیت دوران آرامش: شاه عباس دوم» به بررسی رویدادهای دوران شاه عباس دوم اختصاص پیدا کرده‌است. فصل هفتم نیز از سوی نویسنده «رویارویی با چالش‌ها: شاه سلیمان» نام نهاده شده‌است و وقایع دوره شاه سلیمان یکم که از ادوار تعیین‌کننده تاریخ سلسله صفویه است مطالعه می‌شود. فصل هشتم و پایانی نیز به بررسی حوادث سلطنت شاه سلطان حسین، آخرین پادشاه صفوی تعلق دارد و «پردهٔ آخر یا شکست» نام گرفته‌است. در نهایت نویسنده در بخش «سخن پایانی» از مطالب ارائه شده در کتاب نتیجه‌گیری نهایی خویش را کرده‌است.